# Aeroportul Bob Quinn Lake
Aeroportul Bob Quinn Lake (IATA: YBO) este un aeroport din Columbia Britanică, Canada ce deservește zona Juneau. Aeroportul a fost tranzitat în 2011 de 0 pasageri.
Situat la o altitudine de 600 m, aeroportul dispune de o singură pistă.